# Герб на кримските татари
Гербът на кримските татари (на кримскотатарски: Qırımtatar tamğası), тарак–тамга (на кримскотатарски: taraq tamga) е родов знак на династията Гераи, управлявала в Крим.
Основателят на Кримското ханство – Хаджи I Герай, за първи път използва този символ. Оттогава знакът е символ на силата на хана.

## История
Използването на тамга върху знамената на Кримското ханство все още не е проучено.
През декември 1917 г. в Крим е свикана конвенция на кримските татари. Провъзгласена е независимостта на Крим и е избрана правителствена директория. Новата държавна формация успява да съществува до февруари 1918 г. По това време за национален символ е одобрен тарак–тамга.
През 1980-те г. започва мащабен процес на връщане на кримските татари от изгнание. На много митинги и демонстрации, организирани от кримски татари, са използвани често сини кърпи с злато от тарак–тамга.

## В хералдиката
Редица благородни гербове вероятно произхождат от тарак–тамга.
- Герб на Глински
- Герб на Достоевски
- Герб на Радван
- Герб на Ясколески
- Герб на Семенович
- Герб на Кричевски
- Герб на Кричевски (разновиден)
- Герб на Юдицки
- Герб на Албиевич
- Герб на Чингисов
- Буквата „Аз“ от глаголицата
- Герб на Тараклийския район в Молдова